# Mythbuntu
Mythbuntu est une distribution Linux basée sur Ubuntu et MythTV, destinée à la création d'un Home Theater Personal Computer. 

## Présentation
Selon les mêmes principes que KnoppMyth et Mythdora, Mythbuntu est conçu pour simplifier l'installation de MythTV. Mythbuntu peut être utilisé pour installer une seule interface autonome, un backend, ou une combinaison des deux. Mythbuntu vise à maintenir des liens étroits avec Ubuntu permettant ainsi, pour le plus grand bénéfice de la Communauté Ubuntu, de disposer de ses dernières modifications. En raison du lien étroit avec Ubuntu, il est facile de convertir une installation bureau en une installation autonome Mythbuntu. 

## Développement
La première version sort à la suite de la publication d'ubuntu 7.10. Si dans un premier temps, chaque nouvelle version d'Ubuntu est suivie d'une version de mythbuntu, à partir de la version 12.04, seules les versions LTS (Long-term support) sont proposées. Mythbuntu fait partie des dérivés officiellement reconnus d'Ubuntu.
En 2016, l'équipe derrière la distribution annonce la fin du projet, citant comme raison la diminution de l'équipe de développement, passée en quelques années d'une dizaine de développeurs à deux seulement.

## Environnement de bureau
Mythbuntu utilise l'environnement de bureau Xfce, mais permet également de mettre en place les interfaces de bureau par défaut d'Ubuntu et Kubuntu. L'utilisateur peut installer ubuntu-desktop, kubuntu-desktop, ou xubuntu-desktop par l'intermédiaire du Mythbuntu Control Center. L'utilisateur bénéficiera par la suite des environnements de bureau GNOME, KDE, Xfce.